# Kundian

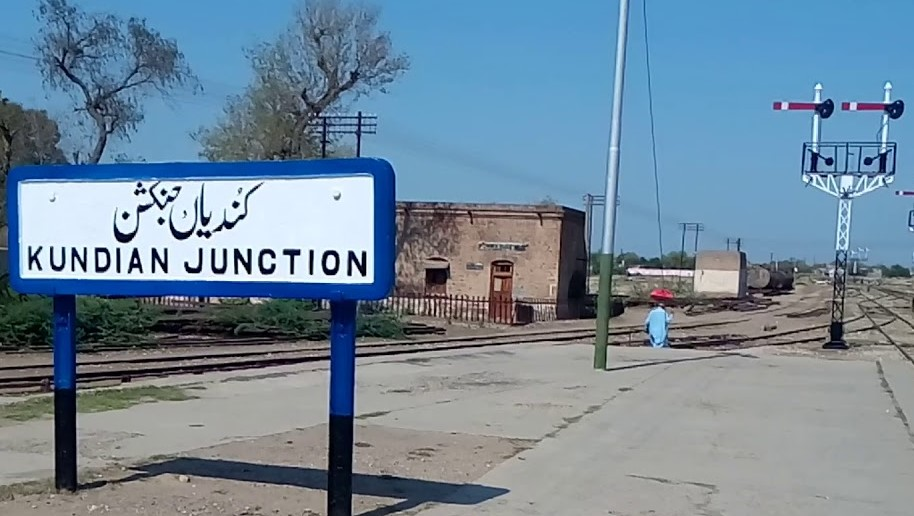
Gare ferroviaire Kundian

Kundian (en ourdou : كُندياں) est une ville pakistanaise située dans le district de Mianwali, dans la province du Pendjab. Elle est située dans le tehsil de Piplan. C'est la deuxième plus grande ville du district après la capitale Mianwali.
La ville est proche d'un complexe de fabrication de combustible nucléaire. Elle est également bien située sur le réseau de chemin de fer pakistanais, la reliant notamment avec la capitale de son district, Mianwali.
La population de la ville a augmenté de 75 % entre 1972 et 2017 selon les recensements officiels, passant de 25 998 habitants à 45 768. Entre 1998 et 2017, la croissance annuelle moyenne s'affiche à 1,7 %, bien inférieure à la moyenne nationale de 2,4 %. Selon le recensement de 2023, la population de la ville monte à 48 658 habitants.
|            | 1972 (rec.) | 1981 (rec.) | 1998 (rec.) | 2017 (rec.) | 2023 (rec.) |
| ---------- | ----------- | ----------- | ----------- | ----------- | ----------- |
| Population | 25 998      | 26 219      | 34 162      | 45 768      | 48 658      |